# Sylvain Boulouque
Pour les articles homonymes, voir Boulouque.
 (septembre 2023).
Sylvain Boulouque est un historien français né en 1970, doctorant à l'université de Reims. Il a publié des ouvrages sur l'histoire du communisme et de l'anarchisme.

## Biographie
Sylvain Boulouque enseigne, en 2022, en temps partagé au lycée Michelet à Vanves et à l’antenne de l’INSPE à l’université de Nanterre, où il forme les professeurs des écoles en histoire, géographie et EMC.
Auparavant, il a été allocataire moniteur puis attaché temporaire d'enseignement et de recherche à l'université de Reims puis chargé de cours dans les universités de Reims et de Paris III.
Il est membre de l’éditorial board de Twentieth Century Communism. Il contribue également à la revue mensuelle « socialiste de critique littéraire, culturelle, artistique » LOURS, éditée par l'Office universitaire de recherche socialiste.
Il collabore au think tank Fondapol, qui se définit comme de centre-droit et d'orientation libérale,.
Entre 1994 et 2003, il collabore à la revue d'histoire populaire Gavroche et entre 1996 et 2004 à la revue La Nouvelle alternative, animée par Karel Bartosek.
En 2011, il a également publié une biographie de Maurice Tréand, le responsable des cadres pendant l’entre deux du PCF qui a tenté de faire reparaitre L'Humanité en 1940,.
Depuis 2012, en tant qu'« historien de la gauche radicale », il anime un « Observatoire de la gauche radicale » sur le site du Nouvel Observateur.
Il publie aussi des critiques sur le site Nonfiction.
En 2014, il contribue au Dictionnaire des anarchistes. Il a contribué au Dictionnaire biographique du mouvement ouvrier.
Il collabore également à la Fondation Jean-Jaurès, proche du Parti socialiste[source insuffisante].
En 2017, Sylvain Boulouque a participé avec ses élèves au projet de l’association « convoi 77 ». Ce travail a été présenté sur France Culture en juin 2017[réf. nécessaire].
En novembre 2018, il souligne dans plusieurs médias la présence de l’extrême droite dans certaines manifestations du début du mouvement des Gilets jaunes. Une polémique naît de sa confusion du drapeau picard avec un drapeau royaliste.

## Travaux
Il collabore au Livre noir du communisme (1997) dirigé par Stéphane Courtois, dans lequel il rédige le chapitre consacré à l'Afghanistan.
Dans Les listes noires du PCF (2008), Sylvain Boulouque étudie avec l'historien Franck Liaigre les listes de noms dressées par la direction du Parti communiste français entre 1931 à 1945. Ces listes, décrivent les auteurs, forment un total de vingt-huit et furent publiées dans la presse du Parti communiste, sous forme de brochures et de documents pour les responsables de l'organisation. Douze sont établies avant 1939, treize durant l'Occupation et trois à la Libération. Avant la guerre, les motifs premiers d'inscription sur ces listes ne sont pas l'exclusion politique (26 %) mais le soupçon d'« infiltration policière » (37 %) ou le vol (31,1 %).
Les auteurs qui, selon l'historien Jean-Pierre Besse, « ont une très bonne connaissance des fonds d’archives de la Préfecture de police de Paris et en particulier des Brigades spéciales » avancent que 2 300 personnes furent inscrites sur ces listes et nombre d'entre elles furent assassinées à ce titre pendant la Seconde Guerre mondiale. Jean-Pierre Besse estime que certaines conclusions et affirmations « auraient mérité d’être plus argumentées ».

## Ouvrages
- Les anarchistes français face aux guerres coloniales (1945-1962), Atelier de création libertaire, 2003,  (ISBN 2905691824).
- L'affaire de L'Humanité. Comment le célèbre quotidien tenta de reparaître en pleine occupation nazie, Paris, Larousse, 2010[7],[8]
- Mensonges en gilet jaune. Comment les réseaux sociaux et les bobards d'État font l'Histoire, Paris, Serge Safran éditeur, 2019[14]
- Julien Le Pen, un lutteur syndicaliste et libertaire, Atelier de création libertaire, 2020, 372 p. (ISBN 978-2-35104-152-9).
- Le peuple du drapeau noir : une histoire des anarchistes, éditions Atlande, coll. Une autre histoire, 2022[15],[16].
- Maurice Tréand. L'inquisiteur rouge, Atlande, 2023, 342 p..
- Meurtres à la Grange-aux-Belles, Éditions du Cerf, 2024, 272 p..

### En coécriture
- Les listes noires du PCF, avec Franck Liaigre, Calmann Lévy, 264 pages, 2008[13] (ISBN 978-2-7021-3853-3)

### Contributions à des ouvrages collectifs
- Voline, Itinéraire : une vie, une pensée, no 13, 1996, p. 3–10.
- Livre noir du communisme, dirigé par Stéphane Courtois, 1997, 264 pages, (ISBN 978-2-2210-8204-1)
- 1899 : un débat sur le sionisme dans le mouvement anarchiste, in Philippe Oriol (textes réunis par), Bernard Lazare anarchiste et nationaliste juif, Honoré Champion, 1999, p. 173–180.
- Présence de Louis Mercier-Vega, Atelier de création libertaire, 1999.
- Les paradoxes des anarchistes face au sionisme et à la naissance de l’État d’Israël, Archives juives, 2003-1, volume 36, p. 100-108.
- Violence, guerre, et révolution : l'exemple communiste, Sylvain Boulouque (coord.), Éditions L'Âge d'Homme, 2004.
- Traîtres et trahisons. Guerres, imaginaires sociaux et constructions politiques, Séli Arslan, 2007,  (ISBN 978-2-84276-132-5).
- Anarchisme et judaïsme dans le mouvement libertaire en France. Réflexions sur quelques itinéraires, in Amedeo Bertolo (sous la dir.), Juifs et anarchistes, éditions de l'Éclat, 2008, p. 113–124.
- Question juive et antisémitisme : sionisme et antisionisme. Recueil de textes marxistes et anarchistes, Ni patrie ni frontières, 2008.
- Réseaux et affinités : les amitiés libertaires d’Albert Camus, in Le don de la liberté : les relations d'Albert Camus avec les libertaires, Rencontres méditerranéennes Albert Camus, 2009, .
- Anarchisme, Berlin-Est, Communisme, Internationalisme, Joyeux Maurice, Lazarévitch Nicolas, Lénine, Louis Mercier-Vega, Parti communiste Français, Silone Ignazio, société, URSS in Jean-Yves Guérin, Dictionnaire Albert Camus, Robert Laffont, 2013, 47-49, 84, 169-171, 425-426, 451-452, 472-473, 475-476, 644-645, 838, 843-845, 905-906.